# 拓扑简并
在量子多体物理中，拓扑简并是指有能隙的多体哈密顿量在大系统尺寸极限下的基态简并现象，这种基态简并不会被局域微扰破坏。

## 应用
拓扑简并可以用于保护允许进行拓扑量子计算的量子比特。人们认为拓扑简并意味着基态中存在拓扑序(或长程纠缠)。 具有拓扑简并的多体态可以用低能拓扑量子场论描述。

## 背景
拓扑简并最早是在定义拓扑序的时候引入的。在两维空间中，拓扑简并依赖于空间的拓扑性质，拓扑简并在高属黎曼面(high genus Riemann surfaces)包含了的所有量子维度上的信息也包含了准粒子的融合代数(fusion algebra)。 环面上的拓扑简并度与准粒子类型的数目相同。
在有拓扑缺陷（例如旋涡，位错，2D样品的孔洞，1D样品的末端，等等）的情况下拓扑简并也会出现，此时拓扑简并度与缺陷的数目相关。拓扑缺陷之间的编织（braiding）会出现拓扑保护非阿贝尔几何相，它可用于进行拓扑保护的量子计算。
拓扑序的拓扑简并可以定义在在一个封闭空间或有边界的开放空间或者有能隙的畴壁（domain wall）上，这里拓扑序既包括阿贝尔拓扑序 也包括阿贝尔拓扑序。 基于这些类型系统的量子计算已经被提出。在某些情况下，还可以设计一些具有全局对称性，能够丰富或扩展拓扑接口的系统。
拓扑简并也存在于有受限缺陷（trapped defects，例如涡旋）的无相互作用费米子系统（例如p+ip超导体）中。在无相互作用费米子系统中，只有一种类型的拓扑简并，简并态的数目是{\displaystyle 2^{N_{d}/2}/2}，其中{\displaystyle N_{d}} 是缺陷的数目（例如涡旋的数目）。这种拓扑简并也被称之为缺陷上的"马约拉纳零模"。相反的，有相互作用的系统中存在多种类型的拓扑简并。张量范畴（或么半範疇）理论对拓扑简并进行了系统的描述。

## 参看
- 拓扑序
- 量子拓扑
- 拓扑缺陷
- 拓扑量子场论
- 拓扑量子数
- 马约拉纳费米子